# La tua canzone (Coez)
La tua canzone è un singolo del cantautore italiano Coez, pubblicato il 30 agosto 2019 come terzo estratto dal quinto album in studio È sempre bello.

## Video musicale
Il videoclip è stato pubblicato il 19 settembre 2019 attraverso il canale YouTube del rapper.

## Successo commerciale
In Italia è stato il 78º singolo più trasmesso dalle radio nel 2019.

## Classifiche

### Classifiche settimanali
| Classifica (2019) | Posizione massima |
| ----------------- | ----------------- |
| Italia            | 16                |

### Classifiche di fine anno
| Classifica (2019) | Posizione |
| ----------------- | --------- |
| Italia            | 96        |